# Staré Sedlo (Sokolovi járás)
Staré Sedlo település Csehországban, a Sokolovi járásban. Staré Sedlo Nové Sedlo, Sokolov, Těšovice, Královské Poříčí és Loket településekkel határos. Lakosainak száma 809 fő (2024. január 1.).

## Népesség
A település lakosságának változását az alábbi diagram mutatja:
| Lakosok száma | 1141 | 1414 | 1829 | 984  | 672  | 721  | 824  | 828  | 814  | 809  |
|               | 1869 | 1890 | 1921 | 1950 | 1980 | 2001 | 2017 | 2019 | 2022 | 2024 |